# Mavinakere, Bhadravati
Mavinakere là một làng thuộc tehsil Bhadravati, huyện Shimoga, bang Karnataka, Ấn Độ.